# Real de Asientos
Real de Asientos (oficialmente, Asientos) es una localidad situada en el estado mexicano de Aguascalientes, específicamente en el municipio homónimo, del cual es la cabecera. Según el censo de 2020, tiene una población de 5248 habitantes.
Tiene una altitud promedio de 2168 metros sobre el nivel del mar. Se localiza a una distancia de 60 km de la ciudad capital del estado, la ciudad de Aguascalientes.
Debido a su estilo de vida tradicional mexicano está considerado, desde 2006, en el programa turístico Pueblos Mágicos, para su fomento como destino.
El ecosistema dominante es el semidesierto, en el que destaca la presencia de varias especies de cactáceas.

## Lugares de interés
- Parroquia de Nuestra Señora de Belén, del año 1705[8]
- Túneles (ingenio hidráulico) del siglo XVIII
- Pinacoteca Parroquial, que incluye varias pinturas de Miguel Cabrera, entre ellas Circuncisión del Niño Jesús y Virgen de la Tristeza[9]
- Cristo articulado con cráneo, dientes y costillas humanas del siglo XVII
- Santuario El Tepozán
- Ex-Convento del Señor del Tepozán, fundado en 1620[8]
- Templo de Guadalupe
- Panteón de Guadalupe, el más antiguo del estado[9]
- Capilla de la Santa Cruz (antigua caseta de vigilancia)
- Casa Larrañaga
- Museo del Minero
- Museo Plantas Cactáceas[8]
- Acueducto elevado o escondido

## Fiestas populares
- Festividad a Nuestra Señora de Belén, patrona del pueblo (último domingo de enero)[10]
- Festividad del Señor del Tepozán (primer domingo de julio).
- Vía Crucis Viviente (Viernes Santo).

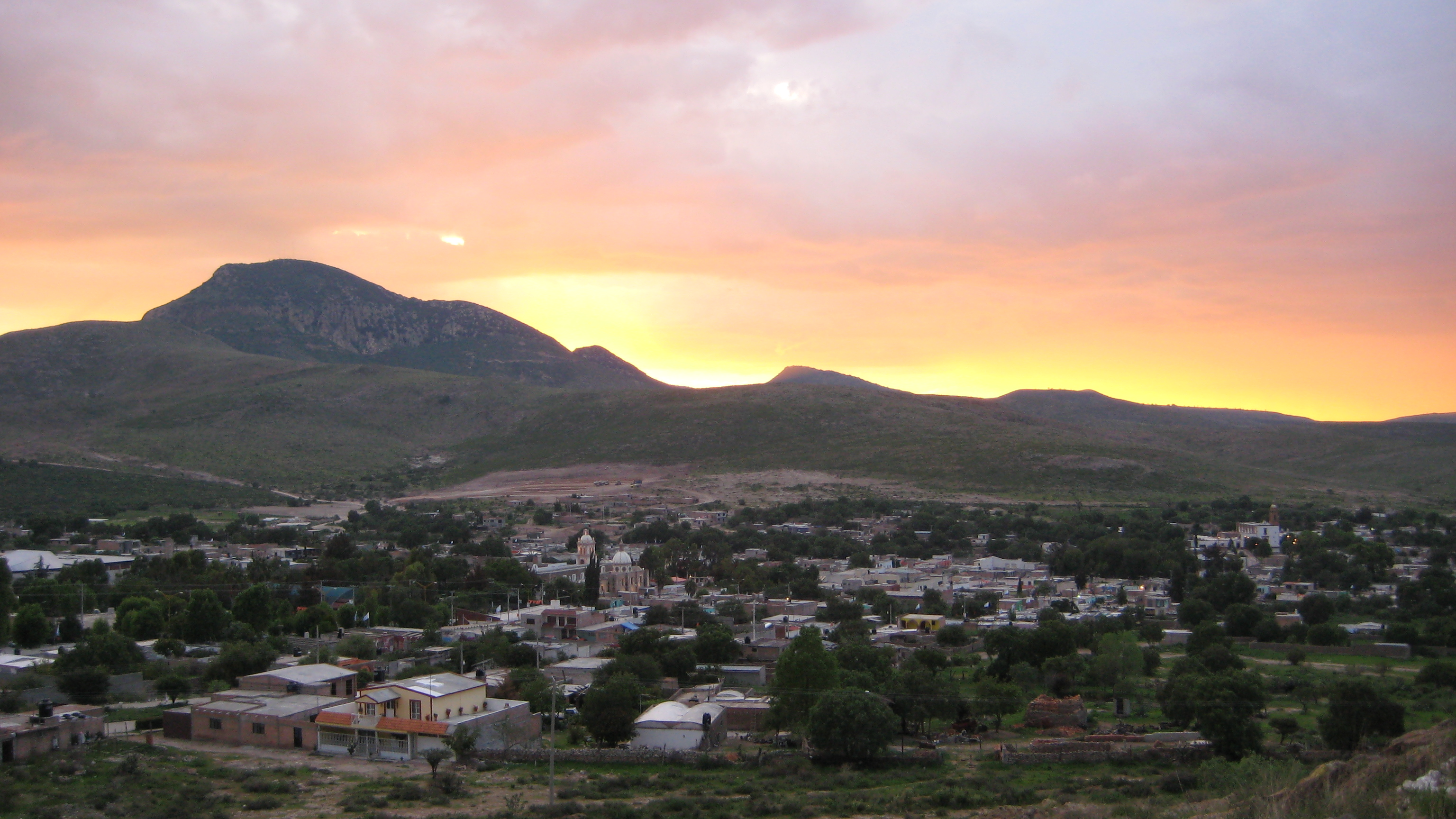
Vista panorámica del pueblo desde el Cerro de la Capillita, con el Cerro de Altamira en el fondo.